# Stauracanthus
Stauracanthus es un género de plantas fanerógamas con seis especies perteneciente a la familia Fabaceae.

## Especies seleccionadas
- Stauracanthus aphyllus
- Stauracanthus boivinii
- Stauracanthus genistoides
- Stauracanthus nepa
- Stauracanthus spartioides
- Stauracanthus spectabilis